# Polina Semjonova

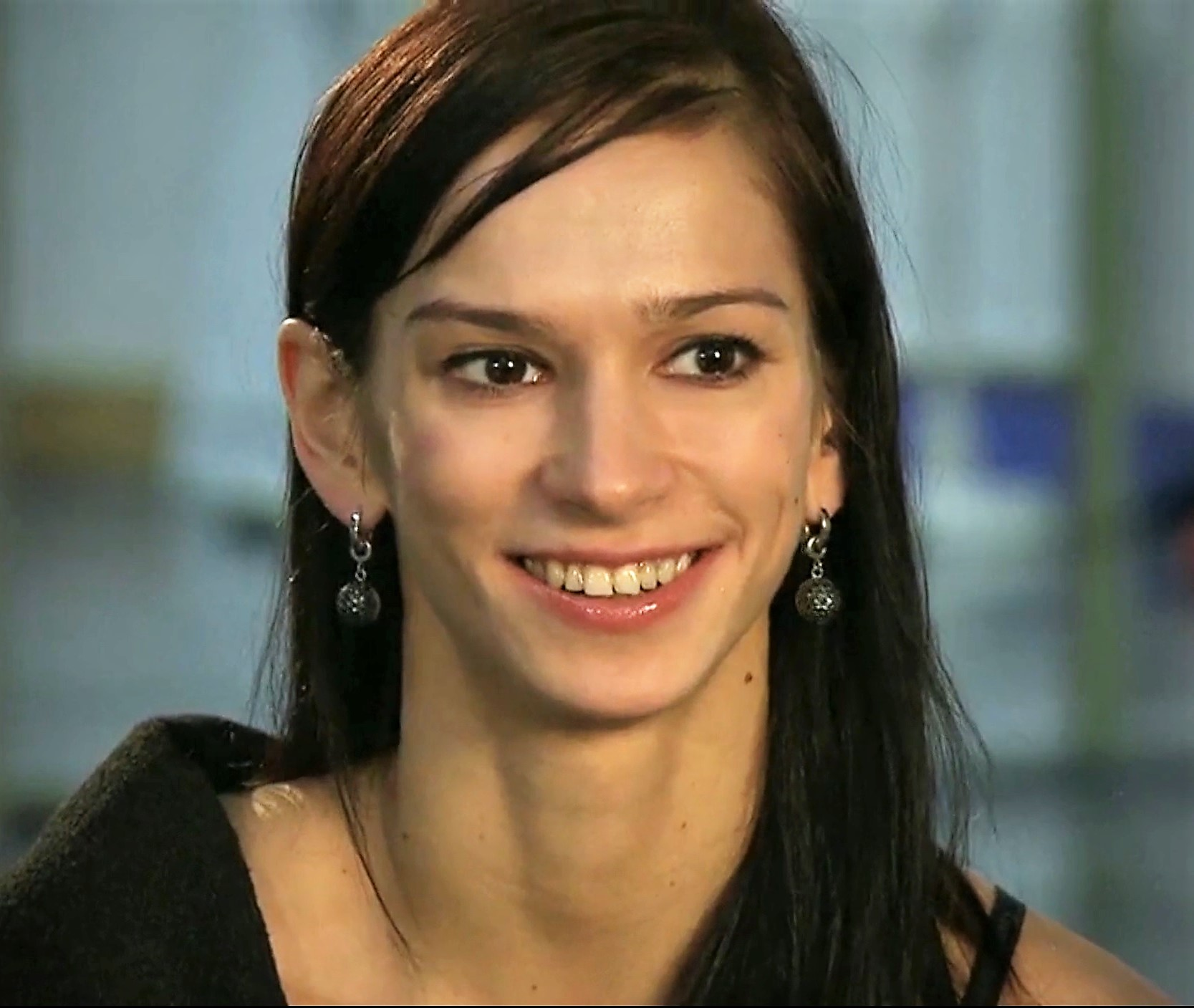
Polina Semjonova

Polina Semionova (Russisch: Полина Семионова), (Moskou, 13 september 1984) is een klassiek balletdanseres en eerste solist in het Berlijnse Staatsopera Ballet.
Ze won reeds prijzen toen ze nog aan de Bolshoi Ballet School te Moskou (Rusland) studeerde: waaronder de gouden medaille van de Moscow International Ballet Competition 2001, First Prize van de Vaganova-Prix Ballet Competition in Sint Petersburg 2002, en de Junior Prize van de (Japan) International Ballet Competition 2002.
Na haar afstuderen in 2002 is ze bij het Berlijnse Staatsopera Ballet gaan dansen als eerste solist na een uitnodiging van artistiek leider en eerste solist Vladimir Malakhov, waarmee ze op haar achttiende de jongste eerste danseres werd in de geschiedenis van dit gezelschap. Ze toerde in Japan als partner van Vladimir Malakhov, de reden waarom hij haar had uitgenodigd. Hij gaf haar de hoofdrollen in De Notenkraker en La Bayadère tijdens het eerste seizoen, gevolgd door de rol van Tatjana in Jevgeni Onegin, die haar favoriete rol werd.
Op haar negentiende, trad Polina op met het English National Ballet in het zwanenmeer, waarover goede recensies geschreven werden. Het jaar erop ging ze dansen bij het California Ballet in hun productie The Sleeping Beauty, waarmee ze weer indruk maakte op recensenten, ondanks het tegenvallende ballet in het algemeen.. 
Polina is een internationaal gevraagde gast en treedt o.a. op als gast soliste bij het Ballet van de Weense Staatsopera.
Doordat ze optrad in de op YouTube geüploade muziekvideo "Demo" (Der Letzer Tag) van Herbert Grönemeyer werd ze bekend bij zowel de dancescene als het algemene publiek.